# Viola Spolin
Viola Spolin (Chicago, 7 novembre 1906 – Los Angeles, 22 novembre 1994) è stata un'insegnante, educatrice e scrittrice statunitense.
Considerata un'importante innovatrice nel teatro statunitense del XX secolo, il suo lavoro pionieristico sui "giochi teatrali" come strumento di formazione degli attori ha costituito la base per il teatro di improvvisazione negli Stati Uniti, rivoluzionando il modo in cui veniva insegnata la recitazione.
Il suo libro Improvisation for the Theatre, pubblicato nel 1963, è diventato un classico per attori, registi e insegnanti di improvvisazione. Gli strumenti, le tecniche e gli esercizi da lei sperimentati e raccolti successivamente in Theater games for the classroom (1986) hanno ricevuto un'ampia applicazione non solo nelle scuole di recitazione, ma anche negli asili nido, nelle università, nelle terapie di gruppo e nel campo della salute mentale e della riabilitazione.

## Biografia
Viola Mills – avrebbe assunto il cognome Spolin del secondo marito, dopo averlo sposato nel 1940 – nacque a Chicago nel 1906 da una famiglia di ebrei russi; era la quinta di sei figli. Quando suo padre, Constantin Belachakovsky, era sbarcato negli Stati Uniti, l'ufficiale dell'immigrazione, ritenendo il suo cognome russo impronunciabile, lo aveva cambiato in Mills, ispirandosi al libro che il giovane immigrato aveva con sé: Saggio sulla libertà di John Stuart Mill. Constantin Mills, divenuto in seguito tenente della polizia a Chicago, parlava diverse lingue e amava il teatro e l'opera.
Viola frequentò la Lakeview High School, dove si distinse come giocatrice di pallacanestro, più che come una brava studentessa; il suo gruppo di amici del tempo le diede il soprannome "Spark".

### 1923-1945

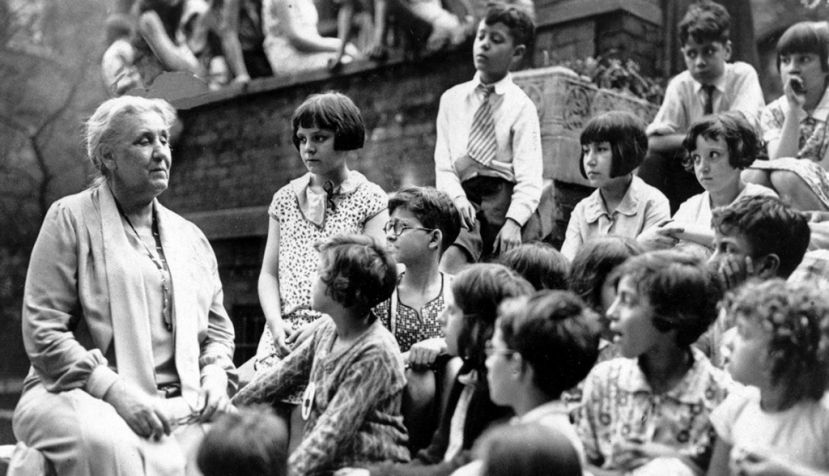
Jane Addams a Hull House, 1935.

Dopo il liceo, dal 1923 al 1926 studiò alla Boyd's Recreational Training School, dove seguì le lezioni di Neva Boyd, un'insegnante legata al movimento di educazione progressista formatosi intorno alla Hull House di Jane Addams, e a pensatori come John Dewey. Boyd, una delle prime teoriche dell'uso del gioco nell'educazione e nella formazione sociale, sarebbe in seguito divenuta docente di sociologia alla Northwestern University e avrebbe scritto molto sull'argomento, fra cui il libro Play and game theory in group work (1971).
Nel 1935 Spolin si recò a New York per studiare recitazione con The Group Theatre; due anni dopo iniziò la sua collaborazione con la Works Progress Administration (WPA), insegnando danze popolari e drammi creativi a Hull House. 

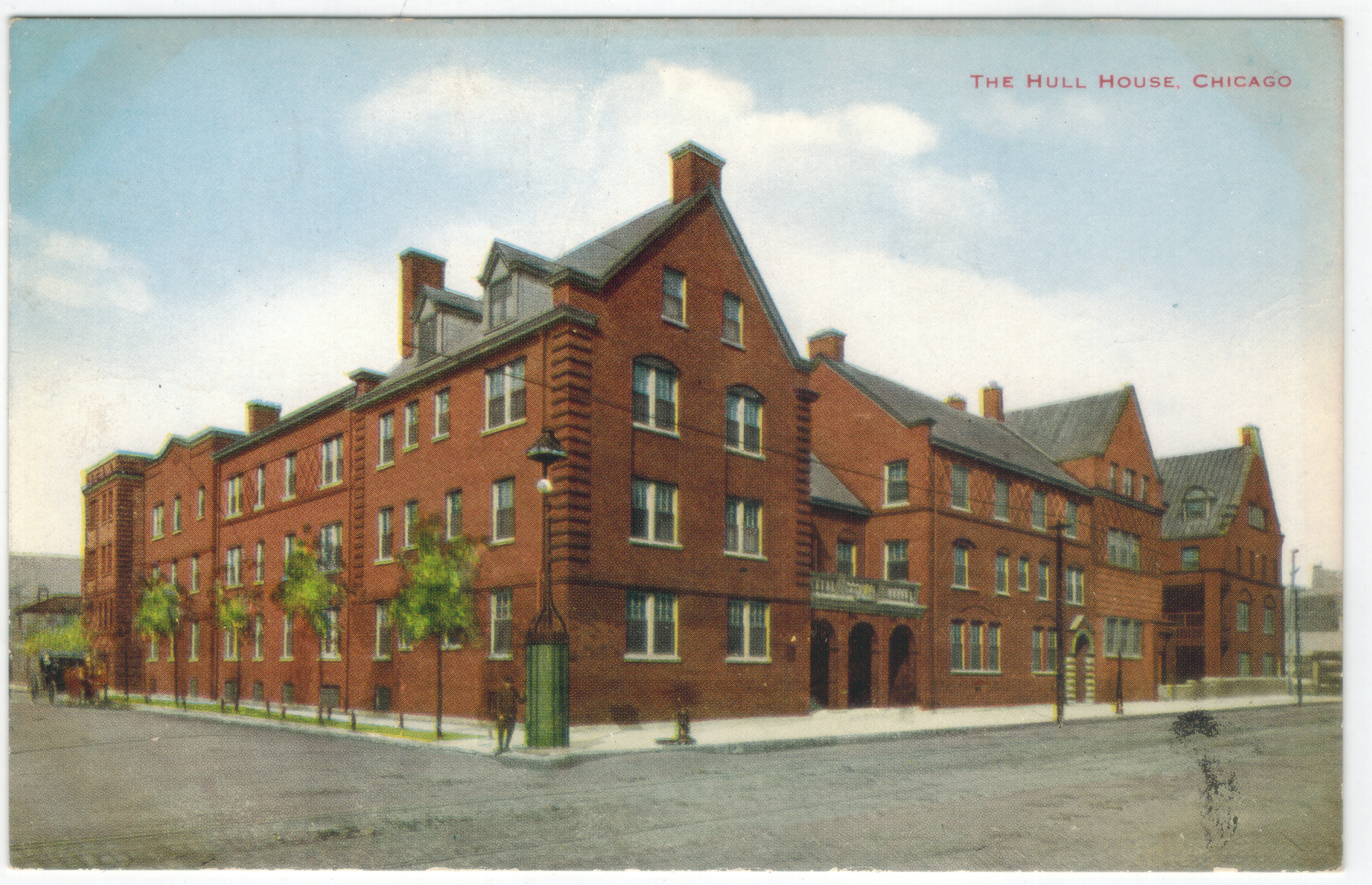
The Hull House, Chicago.

Nel 1939, durante il periodo della Grande depressione, su raccomandazione di Boyd venne assunta come supervisore teatrale per la filiale di Chicago del progetto ricreativo della WPA, e insegnò le abilità teatrali ai bambini del ghetto delle strade del West Side, per lo più figli di immigrati, adottando un sistema non verbale fondato sull'esperienza e il gioco per superare le loro difficoltà con la lingua e con le diverse culture di provenienza.
Basandosi sull'esperienza del lavoro di Boyd, Viola Spolin sviluppò nuovi giochi incentrati sulla creatività individuale e sull'antiautoritarismo, adattando e focalizzando il concetto di gioco per sbloccare la capacità di autoespressione creativa. Anziché ordinare all'esecutore/attore cosa fare o come comportarsi, Spolin cercava di farlo arrivare da solo allo stesso risultato attraverso il gioco, nella convinzione che un bambino, così come un adulto, avrebbero recepito un insegnamento più facilmente se appreso attraverso la propria esperienza, anziché tramite indicazioni "coercitive" di un'altra persona. Queste tecniche sarebbero poi state formalizzate sotto la categoria di "Giochi teatrali".

### 1946-1965
Nel 1946 Spolin fondò la Young Actors Company a Hollywood, Los Angeles, dove nel dopoguerra si era trasferita con il secondo marito, Ed Spolin, sposato nel 1940. I bambini di età pari o superiore a sei anni furono addestrati a recitare attraverso il sistema di giochi teatrali da lei ideato.
Nel 1955 tornò a Chicago per dirigere per il Playwright's Theatre Club e, successivamente, per condurre laboratori di giochi con i Compass Players, la prima compagnia di recitazione professionale di improvvisazione del paese, fondata con il figlio Paul Sills nel retrobottega di un bar vicino al campus dell'Università di Chicago. I Compass Player diedero vita al teatro d'improvvisazione, creando un tipo di commedia radicalmente nuovo: "Non avevano intenzione di essere divertenti o di cambiare il corso della commedia con le loro improvvisazioni", scrisse Janet Coleman. "Ma è quello che è successo." 
Dal 1960 al 1965, sempre a Chicago, Spolin lavorò con il figlio Paul Sills come insegnante e formatrice degli attori della compagnia Second City e continuò a insegnare e sviluppare la teoria e la pratica dei giochi teatrali, che nel 1963 presero forma nel libro Improvisation for the Theatre.
All'inizio degli anni '60, per avere un aiuto nei suoi laboratori alla Second City e nel teatro per bambini in cui si esibiva nei fine settimana, Spolin assunse un'assistente, Josephine Forsberg, alla quale in seguito cedette sia lo spettacolo dei bambini che le lezioni di improvvisazione. Forsberg, che continuò a insegnare il lavoro di Spolin alla Second City dalla metà degli anni '60 in poi, nel 1971 fondò una propria scuola di improvvisazione, la Players Workshop, e negli anni '80, l'Improv Olympic, basati sul lavoro della sua mentore.
Nel 1965 Spolin fondò a Chicago con il figlio Sills e altri il Game Theatre e nello stesso periodo organizzò una piccola scuola elementare cooperativa – chiamata Playroom School e successivamente Parents School – con Sills e altre famiglie nell'area di Chicago. In questo teatro e nella scuola venne promossa la diretta partecipazione del pubblico ai giochi teatrali, eliminando la separazione convenzionale tra attori e pubblico. L'esperimento teatrale ottenne scarso successo e si concluse dopo solo pochi mesi, ma la scuola continuò a utilizzarne le tecniche, insieme a un regolare curriculum di scuola primaria, fino agli anni '70.

#### Improvisation for the Theatre(1963)
L'opera, frutto di anni di lavoro, non solo con attori ma anche con bambini, educatori e psicologi, divenne un testo di riferimento fondamentale per gli insegnanti di recitazione, così come per gli educatori in altri campi. Divenne anche una bibbia del movimento teatrale di improvvisazione, un movimento che negli anni '50 portò al successo il Compass Theatre di Chicago, i cui partecipanti includevano Elaine May, Mike Nichols e successivamente Alan Arkin, Peter Boyle e Valerie Harper.

Spolin riteneva che ogni persona potesse imparare ad agire ed esprimersi in modo creativo. All'inizio del suo libro, scrisse:
We learn through experience and experiencing, and no one teaches anyone anything. This is as true for the infant moving from kicking and crawling to walking as it is for the scientist with his equations.
Impariamo attraverso l'esperienza, e nessuno insegna niente a nessuno. Questo è vero tanto per il bambino che passa dal camminare e gattonare al camminare, quanto per lo scienziato con le sue equazioni.
(Viola Spolin, Improvisation for the Theater, 1963)
Il suo approccio al teatro era profondamento innovativo perché prendeva ispirazione dalla filosofia e dagli ideali di Neva Boyd e di Jane Addams, che vedevano nel gioco uno strumento in grado di sviluppare valori sociali e di cooperazione, ritenuti necessari per il funzionamento di una democrazia, facendo incontrare persone di razze e classi diverse su un terreno comune.
Spolin ha riconosciuto fra i suoi ispiratori J.L. Moreno, creatore delle tecniche terapeutiche note come psicodramma e sociodramma, dal quale attinse l'idea di utilizzare i suggerimenti del pubblico come base per l'improvvisazione; tale pratica divenne il segno distintivo di Second City, e in seguito fu comunemente impiegata nei workshop e nelle performance teatrali.

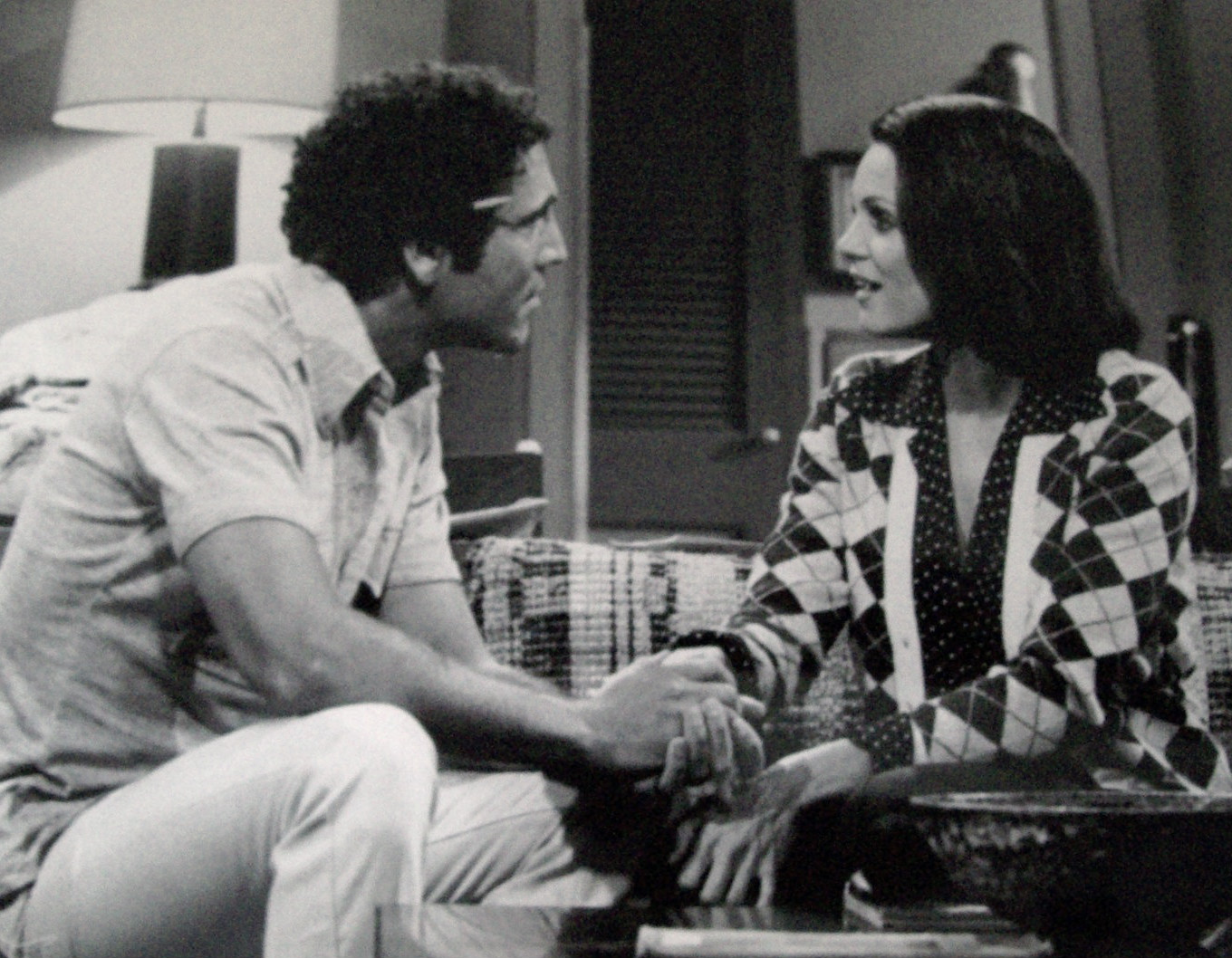
Valerie Harper e David Groh in Rhoda 1974.

### 1970-1994
Nel 1970 e nel 1971 Spolin fu consulente speciale per le produzioni del Sills' Story Theatre a Los Angeles, New York e in televisione. Sulla costa occidentale, condusse seminari per i cast degli spettacoli televisivi Rhoda e Un amore di contrabbasso, ed apparve in un film come attrice in Il mondo di Alex (1970) di Paul Mazursky. Nel novembre del 1975 pubblicò The Theatre Game File, con il fine di rendere i suoi approcci all'insegnamento e all'apprendimento più prontamente disponibili per gli insegnanti.
Nel 1975 fondò lo Spolin Theatre Game Center di Hollywood, per formare professionisti del Theater Games e ne fu la direttrice artistica. Nel 1979 le fu conferita una laurea honoris causa dalla Eastern Michigan University e fino agli anni '90 continuò a insegnare al Theatre Game Center.
Nel 1985 pubblicò il suo nuovo libro, Theatre Games for Rehearsal: A Director's Handbook, dedicato a Neva Boyd.
Viola Spolin morì il 22 novembre 1994 a Los Angeles, dove viveva dal 1945, a causa di un ictus. Nel 2001 è stato pubblicato postumo il suo libro Theater Games for the Lone Actor.

## Vita privata
Viola Spolin si sposò tre volte. Dopo aver finito il liceo, si unì in matrimonio con Wilmer Silverberg (che in seguito cambiò il suo cognome in Sills), con cui ebbe due figli: Paul, il fondatore di Second City, e William. Il suo secondo marito, sposato nel 1940, fu Ed Spolin, di cui assunse il cognome; con lui nel 1945 si trasferì a Los Angeles. Il suo terzo marito fu Robert Kolmus Greene.

## Theater Games(1985)
Con Theater Games (1985) Spolin trasformò l'insegnamento delle abilità e delle tecniche di recitazione in esercizi sotto forma di gioco. L'attenzione venne spostata dalla "recitazione" al "fare" nel momento presente, all'agire rapidamente senza ricorrere all'intelletto ma affidandosi, come i bambini, alla spontaneità degli impulsi. Tutti gli esercizi previsti nei "giochi teatrali" vennero strutturati per dare ai partecipanti un focus specifico, un "punto di concentrazione", cui rivolgere la loro attenzione, per tenere la mente occupata sul processo di creazione e sul gioco, anziché in forme di giudizio, rivalità, pianificazione; ogni gioco prevedeva la soluzione di un problema.
Fra i giochi teatrali di Spolin diventati più popolari vi erano il Gibberish, il dialogo cantato e lo specchio. Nel primo l'attore doveva raccontare una storia senza usare parole vere; nel secondo doveva "cantare" il dialogo e usare il proprio corpo; nel terzo era invitato ad eseguire gli stessi gesti del proprio partner, concentrandosi su di lui piuttosto che su se stesso.
Spolin, i cui esercizi dimostrarono di avere un impatto terapeutico sui partecipanti, sottolineò la necessità di superare, attraverso il gioco, "la sindrome di approvazione / disapprovazione", che colpiva le persone preoccupate di compiacere il pubblico, il regista, l'insegnante, i colleghi o chiunque altro, con effetti bloccanti sulla loro naturale creatività.
Secondo l'autrice, i laboratori di teatro-gioco, "fonti di energia", erano in grado di aiutare i partecipanti a sviluppare capacità di concentrazione, problem-solving e interazione di gruppo, attraverso l'esperienza diretta: gli studenti "imparavano facendo", in un contesto di gruppo, nel quale molte delle abilità apprese erano "abilità sociali".

## Attività con i bambini
Viola Spolin iniziò a lavorare con i bambini fin dall'inizio della sua carriera. Diresse numerosi spettacoli per bambini, inclusa una produzione a Playwights a metà degli anni '50. Subito dopo l'apertura di Second City nel 1959, Spolin iniziò a organizzare spettacoli per bambini nei fine settimana, durante i quali i bambini del pubblico venivano invitati a salire sul palco per giocare a giochi teatrali con il cast.
Oltre al suo lavoro con The Parent's School fondata negli anni '60, Spolin usò il suo Theater Games come un modo per aiutare a sviluppare la fiducia creativa nei bambini in difficoltà, così come nei bambini attori e in quelli che volevano semplicemente divertirsi improvvisando. A metà degli anni '60 cedette lo spettacolo per bambini (insieme alle sue lezioni di improvvisazione) alla sua assistente Josephine Forsberg, che lo ribattezzò The Children's Theatre of the Second City e continuò a utilizzare i giochi di improvvisazione di Viola Spolin con la partecipazione del pubblico dopo ogni esibizione. Forsberg diresse il Children's Theatre fino al 1997.

## Opere
- Improvisation for the Theater, Northwestern University Press, 1963
  - Esercizi e improvvisazioni per il teatro, a cura di Paolo Asso, Roma, Audino, 2005, ISBN 88-7527-118-6
- Theater Game File, 1975
- Theater Games for Rehearsal: A Director's Handbook, 1985
- Theater Games for the Classroom: A Teacher's Handbook, 1986
  - Giochi di teatro per le scuole: Manuale teorico-pratico ad uso di insegnanti e trainer, a cura di Arthur Morey e Mary Ann Brandt, traduzione di Carla De Caro, Roma, Audino, 2005, ISBN 88-7527-100-3
- Theater Games for the Lone Actor, 2001